# Manajur, Arkalgud
Manajur là một làng thuộc tehsil Arkalgud, huyện Hassan, bang Karnataka, Ấn Độ.